# Reliance Industries
A Reliance Industries Limited (RIL) egy indiai multinacionális konglomerátum, amelynek központja Mumbaiban, Indiában található. Az RIL termékei között van energia, földgáz, kiskereskedelem, távközlés, tömegmédia és textil. A Reliance India egyik legsikeresebb cége, a legnagyobb indiai részvénytársaság piaci kapitalizáció szerint és a legnagyobb indiai cég bevétel szerint, miután megelőzte kormánytulajdonban lévő Indian Oil Corporationt. India nyolcadik legnagyobb munkaadója, 236 ezer alkalmazottal. 2020. szeptember 10-én a Reliance Industries lett az első indiai cég, amely piaci kapitalizációban elérte a 200 milliárd dollárt.
A Fortune Global 500 listán, amely a legnagyobb vállalatokat sorolja fel, 96. a cég. 2016-ban nyolcadik volt a világ legnagyobb energiagyártó cégei között. India legnagyobb exportőrje, 108 országgal kereskednek, India exportjainak 8%-át teszi ki. Az indiai kormány vámbevételeinek 5%-át hozza a vállalat.

## Történet

### 1960–1980
A céget Dhirubhai Ambani és Champaklal Damani alapította az 1960-as években Reliance Commercial Corporation néven. 1965-ben véget ért a partnerviszony véget ért és Dhirubhai a cég poliészter ágazatát vitte tovább. 1966-ban lett hivatalosan bejegyezve a Reliance Textiles Engineers Pvt. Ltd. Mahárástrában. Ebben az évben hozták létre első textilgyárukat Naroda közelében, Gudzsarátban. 1973. május 8-án született meg hivatalosan a Reliance Industries Limited mai formájában. 1975-ben kezdték el textilgyártásukat és a Vimal lett az első sikeres márkájuk. 1977-ben tartották kezdeti részvénykibocsátásukat. 1979-ben a Sidhpur Mills céget egyesítették a Reliance-szel. 1980-ban a vállalat kibővítette poliészter ágazatát a Polyester Filament Yarn Plant létrehozásával Patalgangában, Mahárástrában.

### 1981–2000
1985-ben a nevet megváltoztatták Reliance Textiles Industries Ltd.-ről, Reliance Industries Ltd.-re. 1985-től 1992-ig a vállalat kibővítette poliésztergyártási kapacitását, évente 1,45,000 tonnával.
1991–1992-ben nyitották meg a Hazira petrolkémiai üzemet.
1996-ban lett az első részvénytársaság Indiában, amelyet nemzetközi rangsoroló cégek rangsoroltak. Az S&P-től BB+ besorolást kapott, a Moody-tól pedig Baa3-t.
1995–1996-ban a cég belépett a távközlési iparba a NYNEX-szel együttműködve, a Reliance Telecom Private Limited létrehozásával.
1998–2000-ig felépítették első petrolkémiai központjukat Dzsámnagarban, amely a világ legnagyobb finomítója.

### 2000–napjainkig

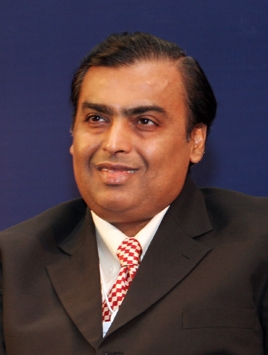
Mukesh Ambani, a vállalat jelenlegi tulajdonosa, elnöke és ügyvezető igazgatója.

2001-ben a Reliance Industries Ltd. és a Reliance Petroleum Ltd. India két legnagyobb cége lett pénzügyi szempontból. 2001–2002-ben egyesítették a két vállalatot.
2002-ben a Reliance bejelentette India legnagyobb földgázforrásának felfedezését az elmúlt három évtizedben, a Krisna Godávári medencében. Itt több, mint 7 milliárd köbméter földgázt találtak. Ez volt az első alkalom, hogy egy privát indiai cég földgázt talált.
2002–2003-ban a RIL többségi tulajdonosa lett az Indian Petrochemicals Corporation Ltd.-nek, az ország második legnagyobb petrolkémiai vállalatának. 2008-ban az IPCL-t teljesen beolvasztották a Reliancebe.
2005-ben és 2006-ban a cég újraszervezte energiagyártó, energiaosztó, távközlési és pénzügyi szolgáltatási cégeit, szétbontva négy különböző entitássá.
2006-ban a Reliance belépett a kiskereskedelmi piacra a Reliance Fresh létrehozásával. 2008 végére 57 városban közel 600 boltja volt.
2010-ben megvették a Infotel Broadband Services Limitedet, amely az egyetlen sikeres jelentkező volt India 4G szolgáltatásának kiépítésére.
Ugyanebben az évben a Reliance és a BP bejelentette közreműködésüket az olaj és földgáz szektorban. A BP 30%-át birtokolta 23 szerződésnek, amelyeket a Reliance kezelt Indiában, 7.2 milliárd dollárért.
2017-ben létrehoztak egy butilkaucsuk-üzemet Dzsámnagarban.

## Leányvállalatok listája
- Jio Platforms Limited
- Reliance Retail
- Reliance Life Sciences
- Reliance Logistics
- Reliance Solar
- Reliance Industrial Infrastructure Limited
- Network 18
- Reliance Eros Productions LLP
- Reliance Industrial Investments and Holdings Limited
- Reliance Strategic Business Ventures Limited
- Reliance Sibur
- Embibe
- NowFloats
- Model Economic Township

## Díjak
- Az év nemzetközi finomítja (2017, Global Refining and Petrochemicals Congress)[8]
- Az év nemzetközi finomítja (2005, 2013, HART Energy's 27th World Refining & Fuel Conference)[27][28]
- India 7. és 9. legmegbízottam vállalata (2013, 2014, The Brand Trust Report)[29]
- Responsible Care Company (2012, American Chemistry Council)[30]
- ICIS Top 100 Vegyszercég – 25. (2012)[31]
- National Golden Peacock Award (2011)[32]
- IndustryWeek magazin szerint a világ 100 legjobban irányított cége között van (2000)[14][33]
- National Energy Conservation Award (1994–1997)[14]